# Középborgó
Középborgó (románul: Mijlocenii Bârgăului) település Romániában, Erdélyben, Beszterce-Naszód megyében.

## Fekvése
Besztercétől északkeletre fekvő település.

## Története
Középborgó vagy Borgó nevét 1733-ban Borgo néven említette először oklevél. 1750-ben Mislocseny, 1760–1762 között [Borgo] Misloszeny, 1854-ben Borgo Mislocsény, Mijlocenii Bărgăului, 1861-ben Borgó-Mislocsény, 1888-ban Közép-Borgo (Borgo Misloceny), 1913-ban Középborgó néven írták. A trianoni békeszerződés előtt Beszterce-Naszód vármegye Jádi járásához tartozott. 1910-ben 1257 lakosából 5 magyar, 65 német, 1186 román volt. Ebből 1177 görög keleti ortodox, 64 izraelita volt.